# Col·legi Sant Pau Apòstol
El Col·legi Sant Pau Apòstol és un edifici de Tarragona protegit com a Bé Cultural d'Interès Local.

## Descripció
Edifici de planta baixa i dos pisos construït entorn el 1956. Presenta una façana singular amb la part baixa imitant carreus i els pisos superiors amb carreuó.